# راتشيل فرانكل
راتشيل سبرشر فرانكل (بالإنجليزية: Rachelle Sprecher Fraenkel) هي مُعلمة توراة في نيشمات، ومركز جيني شوتينستاين لدراسة التوراة المتقدمة للنساء، ومديرة معهد ماتان هيلكاتا (برنامج هالاخا المتقدم) في معهد ماتان للنساء لدراسات التوراة. أصبحت راتشيل متحدثة دولية بعد اختطاف ابنها، نفتالي فراينكل، وقتله فيما عُرف بعملية قتل المستوطنين الإسرائيليين الثلاثة 2014 مع مراهقيَن إسرائيليين آخرين في عام 2014. تعيش راتشيل في نوف أيلون، إسرائيل، ودرست في جامعة بار إيلان، وجامعة ليدينابوم، وماتان ونيشمات. تعمل راتشيل كمستشارة طبية من نيشمات للعائلات التي تراقب القوانين الحاخامية، كما تُدرس في الصف الأول من معهد ماتان المتقدم للتلمود.
دُعيت راتشيل للتحدث في مجلس حقوق الإنسان التابع للأمم المتحدة برفقة الأُمين الأخريتين: بات غليم شاعر وإيريس يفراش. جاء وفقًا لصحيفة نيويورك تايمز، "لقد أصبحت راتشيل شخصية دولية عامة، وسافرت إلى جنيف للتحدث إلى لجنة تابعة للأمم المتحدة، وإجراء مقابلات تلفزيونية، ومقابلة رئيس إسرائيل ورئيس الوزراء". حظيت رلتشيل باهتمام الإعلام والصحافة في جنازة الكراهية التي وقعت بعد قتل المستوطنيَن الاثنين (خطف وقتل محمد أبو خضير). ذكرت صحيفة هاآرتس: "عندما بدأت راشيل فرانكل في تلاوة التوراة في جنازة ابنها، قال الحاخام الأكبر"آمين": لم يسبق أن قُرِئَت التوراة علانيةً في إسرائيل من قبل امرأة أرثوذكسية من هذا المكان وأمام الكاميرات. (في إسرائيل، لم يكن من المعتاد أن تقرأ المرأة الأرثوذكسية في الجنازة) وقال:
لقد أصبحت راشيل فرانكل زعيمة عامة، وبطلة وطنية، وبطلة دينية أيضاً بنفس القدر من الأهمية، على مدى الثمانية عشر يوماً التي فقدت فيها ابنها وأصدقاءه. نظر كل من الرجال والنساء إليها بسبب ضبط النفس، وإيمانها، والتصريحات العميقة التي أدلت بها حول الصلوات التي قدمت لعودة الأولاد الثلاثة. كشف خطابها إلى الأطفال الصغار الذين التقت بهم في حائط المبكى أن «الله ليس موظفنا»، وكانت تلك طريقة جديدة في إظهار التعاطف والإيمان.
في نوفمبر 2014، تحدثت راشيل في تجمع بديل في تل أبيب يُحيي ذكرى اغتيال إسحاق رابين.
في 1 يناير 2015، تم الإعلان عن جائزة وحدة القدس في ذكرى المراهقين القتلة، وتنصيب فرانكل كواحدة من لجنة إعطاء الجائزة.

## خطبها ومقالاتها
- العنوان الرئيسي للنساء، صحسفة جوفا.
- بيان نيابة عن مراقبة الأمم المتحدة أمام مجلس حقوق الإنسان التابع للأمم المتحدة، 24 يونيو 2014